# Carlo de Marco
Carlo De Marco (Brindisi, 12 novembre 1711 – Napoli, 8 marzo 1804) è stato un politico italiano. Fu Segretario di Stato di Grazia e Giustizia e degli Affari ecclesiastici del Regno di Napoli. Di simpatie giannoniste e gianseniste, nonostante fosse un fervente cattolico, la sua attività fu improntata a un ridimensionamento dei poteri della Chiesa e del Papa all'interno del Regno di Napoli e a un accrescimento dei poteri del re.

## Biografia
Carlo de Marco nacque a Brindisi il 12 novembre 1711; suo padre si chiamava Carlo de Marco come il figlio, mentre sua madre era Anna Booxich. Il padre morì quando De Marco non era ancora nato e il figlio passò sotto l'egida di suo zio Iacopo Antonio. Dopo gli studi di diritto civile a Napoli, nel 1743 divenne "uditore" (cioè, giudice) della provincia di Matera. Oltre a detenere alcune altre cariche come quella di avvocato fiscale, il 6 ottobre 1759 fece il salto di qualità, divenendo Segretario di Stato di Grazia e Giustizia e degli Affari ecclesiastici del Regno di Napoli nominato dal re Carlo di Borbone. Tale nomina a Segretario di Stato l'avrebbe accompagnato per buona parte della sua vita, e fu accompagnata da altre cariche non meno prestigiose. Con la morte di Caracciolo, nel 1789, gli fu assegnata la segreteria della Casa reale, dopo che tale carica fu separata dallo stesso re da quella degli Affari esteri. Nel 1767, alla morte del padre di Luca de Samuele Cagnazzi, essendo amico di suo padre, si occupò delle questioni familiari dei Cagnazzi e avviò agli studi Luca e suo fratello Giuseppe presso il Collegio di Bari.
Durante tutto il corso della sua vita mostrò simpatie per il giannonismo e il giansenismo, e, come molte personalità di spicco del Regno di Napoli, cercò di ridimensionare il potere ecclesiastico a favore del potere reale. Verso la fine del XVIII secolo, tale frattura con la Chiesa e il Papa aveva raggiunto l'apice, poi attenuato dalla discesa dei francesi e dalle tensioni rivoluzionarie di fine Settecento. Verso la fine della sua vita, De Marco mostrò un atteggiamento più conciliante, ma a tratti non meno forte. Ormai anziano, non prese parte ai moti rivoluzionari, come invece fecero i suoi nipoti; ciononostante si sollevarono alcune allusioni a un suo possibile coinvolgimento. A causa della sua fedeltà al re e alle sue doti di diligenza, onestà e imparzialità (secondo le fonti), poté contare su una corposa pensione. Morì nelle campagne vicino a Napoli l'8 marzo 1804.